# Franz Florenz Engelbert Hegemann
Franz Florenz Engelbert Hegemann (* 11. oder 22. Dezember 1846 in Münster; † 10. Februar 1917 in Berlin-Schöneberg) war ein deutscher Architekt und Post-Baubeamter.

## Leben und Werk
Nach dem Abitur studierte Hegemann bis zum Herbst 1866 in Münster Mathematik und Naturwissenschaften. 1866 nahm er ein Studium an der Berliner Bauakademie auf. 1868 legte er die „Bauführer-Prüfung“ (1. Staatsexamen) ab und war anschließend in Berlin praktisch tätig, u. a. bei den Barackenbauten auf dem Tempelhofer Feld. Im Dezember 1870 legte er die „Feldmesser-Prüfung“ ab und im Juli 1872 bestand er die abschließende „Baumeister-Prüfung“ (2. Staatsexamen).
Von Juli 1875 bis April 1878 war er als Landbaumeister bei der Bezirksregierung Schleswig tätig. In dieser Zeit entstanden unter seiner Leitung das Regierungs- und Oberpräsidialgebäude in Schleswig (heute Schleswig-Holsteinisches Oberlandesgericht). Danach war er bis März 1879 bei der Bezirksregierung Potsdam tätig. Zum 29. März 1879 wurde er im Rang eines Postbaurats in die Bauverwaltung der Kaiserlichen Reichspost übernommen und arbeitete als technischer Beirat bei der Oberpostdirektion Magdeburg, der Oberpostdirektion Halle und der Oberpostdirektion Erfurt. Im Oktober 1881 wurde er zur Oberpostdirektion Arnsberg versetzt. In seiner Zeit als Postbaurat entstanden nach seinen Entwürfen oder unter seiner Bauleitung Postbauten in Stendal, Schmalkalden, Sonneberg, Arnsberg, Iserlohn, (Hagen-)Haspe, Letmathe, Gelsenkirchen, (Gelsenkirchen-)Schalke, Soest, Menden, Meschede, Minden und Fredeburg.
Nach seinem Austritt aus dem Reichsdienst am 1. Oktober 1889 arbeitete er bis 1895 im Büro für den Reichstagsbau in Berlin. Von 1890 bis 1899 war er vereidigter Sachverständiger in Bausachen beim Landgericht Berlin I und II und Amtsgericht Berlin. Dann trat er in den Ruhestand.
Hegemann starb 1917 in seiner Schöneberger Wohnung in der Eisenacher Straße 78. Er war konfessionslos.